# Berretta

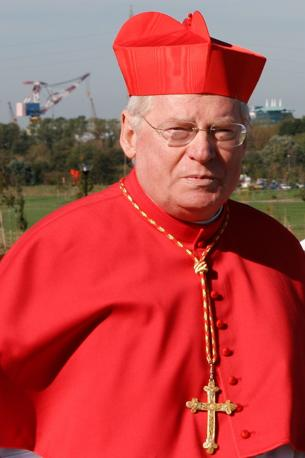
Il cardinale Angelo Scola mentre indossa la berretta cardinalizia.

La berretta, detta anche tricorno, è uno dei molteplici copricapi utilizzati dal clero cattolico. Ha forme squadrate e presenta tre alette rigide e un fiocco sulla parte superiore.

## Tipologie attuali
- Nera con fiocco nero: il presbitero.
- Nera con fiocco rosso: Protonotari apostolici di numero, chierici della camera Apostolica, Prelati superiori della Curia romana, canonici delle basiliche papali.
- Nera con fiocco paonazzo: i prevosti o presbiteri con titolo monsignorile o di canonico del Capitolo cattedrale, prelati superiori dei dicasteri della Curia Romana che non hanno la dignità episcopale, uditori della Rota Romana, promotore generale di Giustizia e difensore del Vincolo nel Supremo Tribunale della Segnatura Apostolica, protonotari apostolici de numero, chierici della Camera Apostolica e prelati dell'Anticamera Pontificia.
- Paonazza con fiocco paonazzo: vescovi, arcivescovi.
- Paonazzo marezzata con fiocco paonazzo: arcivescovi con incarico di Nunzi apostolici.
- Rosso marezzata senza fiocco: cardinali.
- Rosso con fiocco: Patriarchi di Venezia e di Lisbona se non sono cardinali.

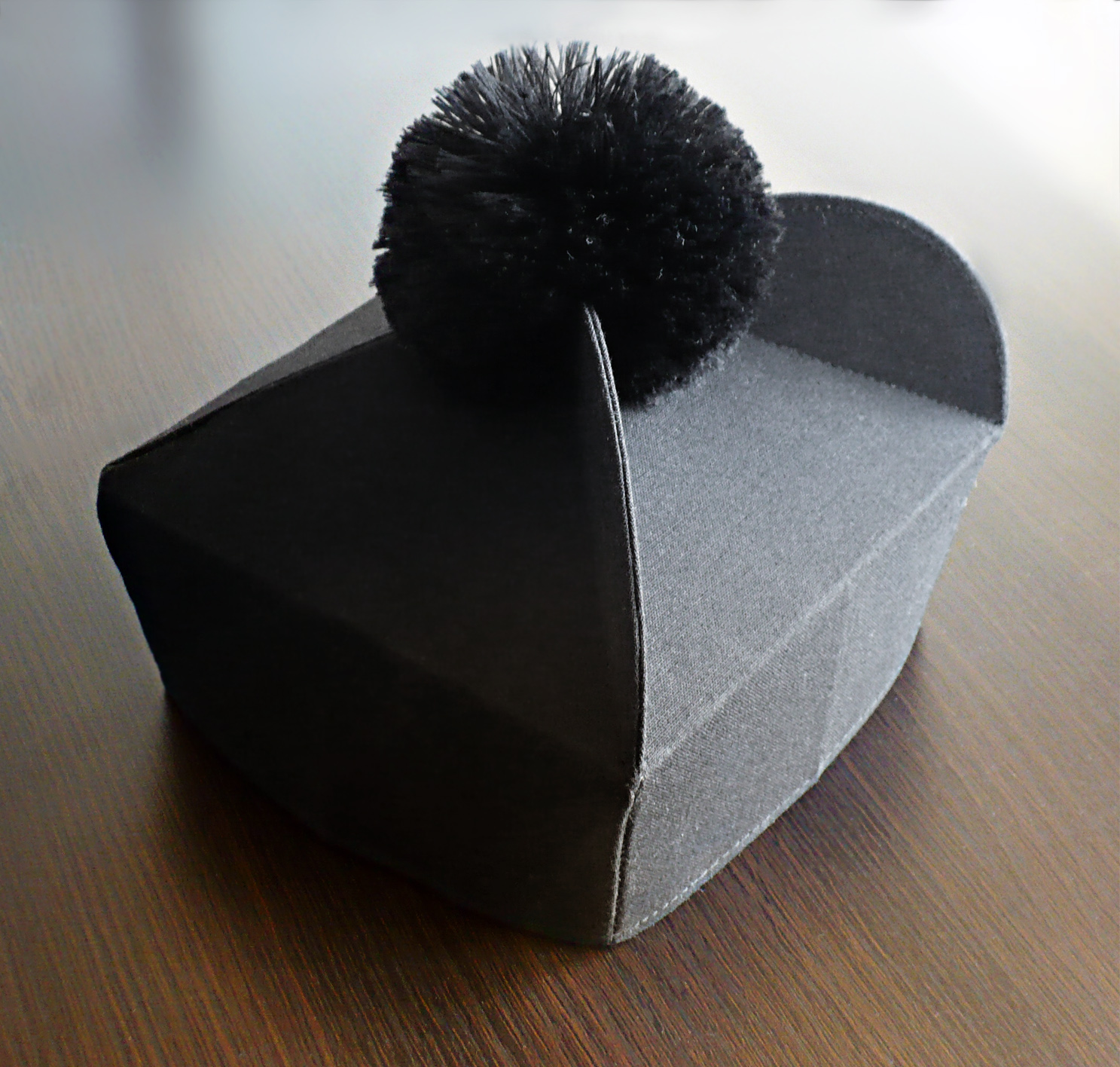
Berretta nera con fiocco nero
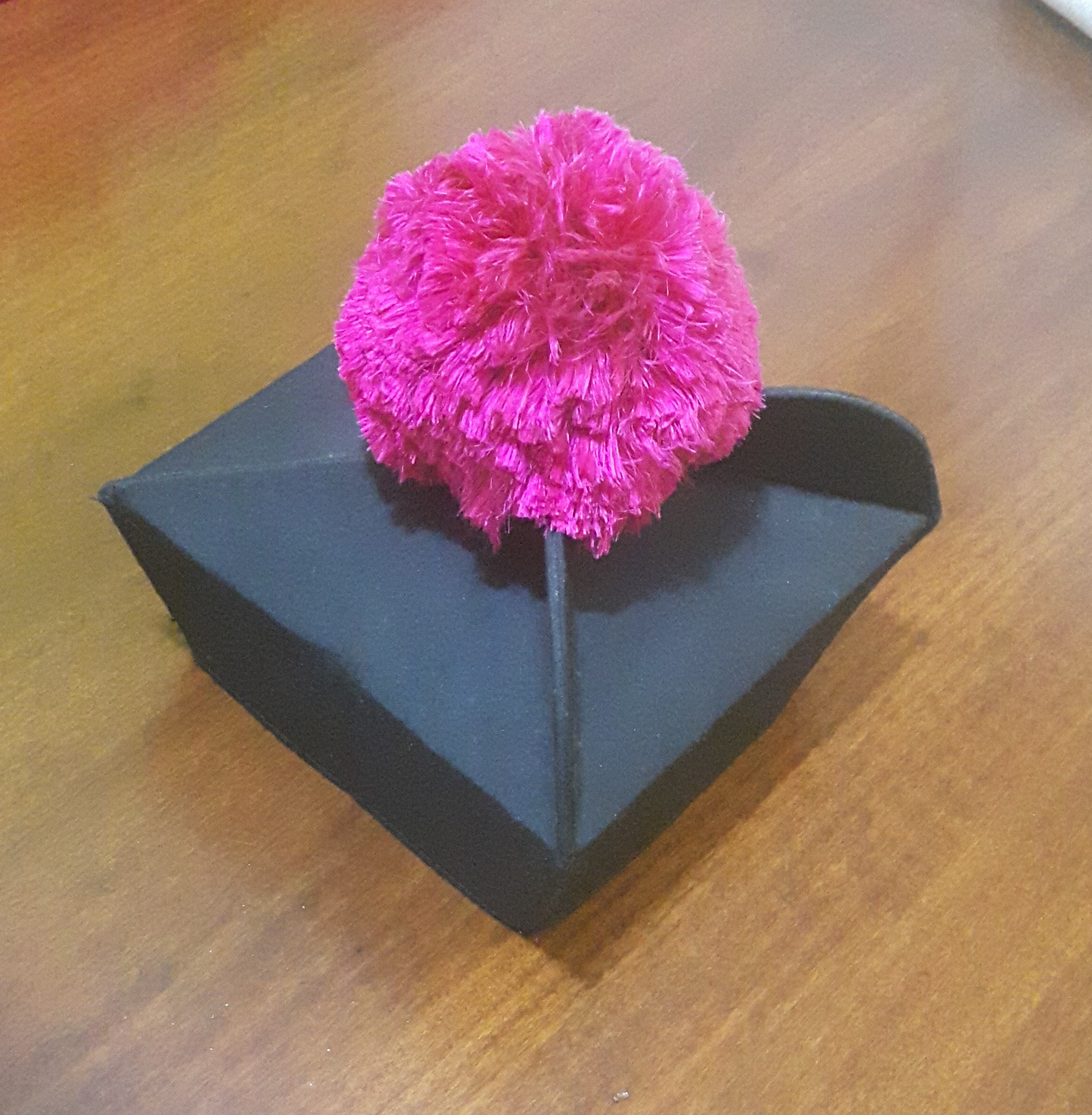
Berretta nera con fiocco paonazzo
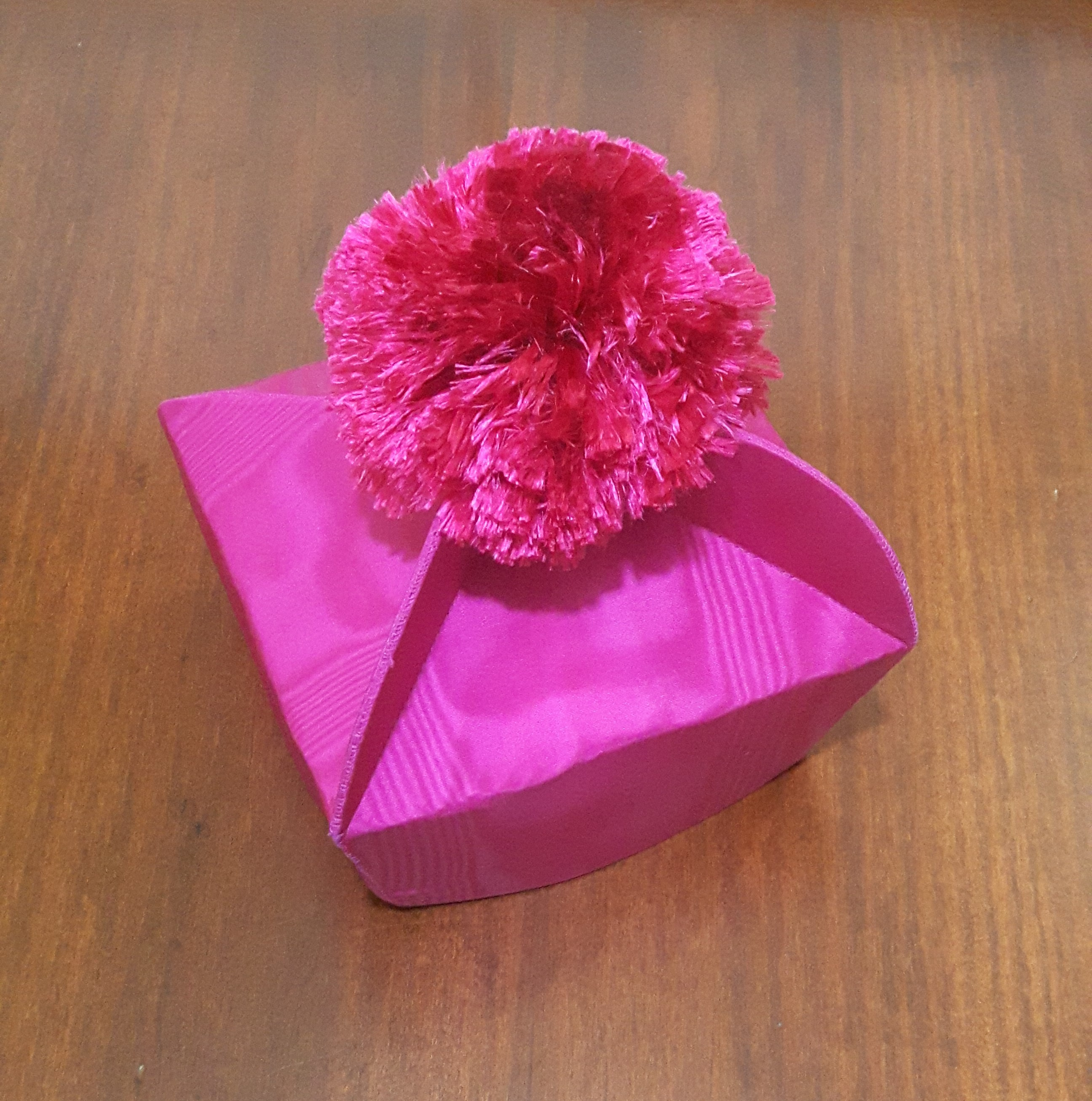
Berretta paonazza marezzata con fiocco paonazzo
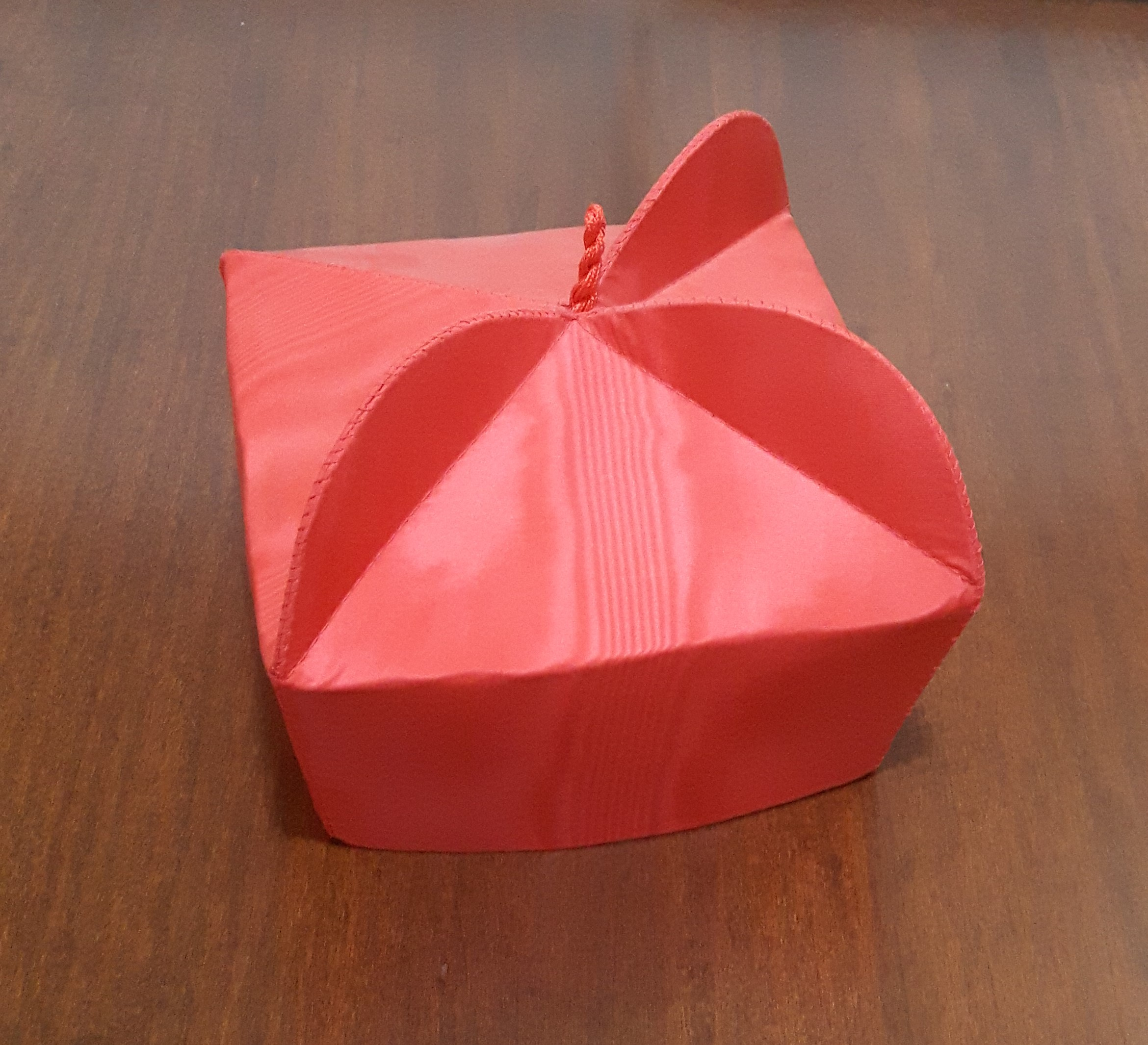
Berretta rossa marezzata senza fiocco
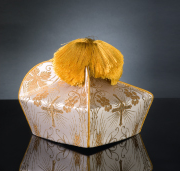
Berretta bianca con fiocco dorato riccamente decorata (Collezione Philippi)
A partire dall'alto a sinistra: berrette cardinalizia, episcopale, pronotariale, monsignorile e presbiteriale

## Utilizzo
La berretta è indossata in modo tale che un'aletta punti sulla fronte, una verso la destra e una sul retro della testa.
Tale copricapo viene indossato in tempi definiti dalle rubriche anche all'interno delle celebrazioni sacre, in processioni e funzioni all'aperto. È particolare invece l'utilizzo si compie nella processione iniziale della messa di consacrazione episcopale. I candidati all'episcopato fanno ingresso nella cattedrale indossando i paramenti della Santa Messa e in capo la berretta paonazza.
La berretta fa parte dell'insieme di abiti e insegne ecclesiastiche di presbiteri, prelati, vescovi, cardinali. Pertanto se a questi è chiesto esplicitamente (in protocolli religiosi o civili) di presentarsi con l'abito corale, dovranno avere in capo oltre che lo zucchetto, anche la berretta.

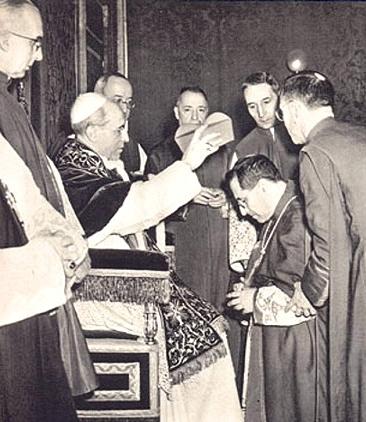
Papa Pio XII impone la berretta cardinalizia a Giuseppe Siri.

## La berretta cardinalizia
Per estensione si dice di ricevere la berretta rossa quando un membro del clero è insignito del titolo cardinalizio. Tale modo di dire, intende proprio richiamare il momento nel quale il papa pone sul capo del neocardinale il cappello in oggetto. Di norma, la creazione dei cardinali avviene pubblicamente attraverso il concistoro.
Per un antico privilegio, i capi di Stati cattolici, ad esempio Italia, Spagna, Francia, Portogallo, e forse altri, avevano in passato il diritto di imporre loro stessi la berretta al nunzio apostolico che fosse stato creato cardinale. In altre parole, al nunzio accreditato presso il loro Governo, che con la nomina a porporato cessava dalla carica e ritornava a Roma, il sovrano o il presidente della Repubblica potevano consegnare la berretta cardinalizia. Il nunzio stava inginocchiato di fronte a loro e, alla presenza di uno stuolo di funzionari e dignitari statali, avveniva la caratteristica e inusuale cerimonia. Tutto avveniva solitamente nel palazzo sede del capo dello Stato.
Così avvenne nel dicembre 1958 per monsignor Giuseppe Fietta, fino a quel momento nunzio apostolico in Italia, cui il presidente Giovanni Gronchi impose la berretta in una solenne cerimonia al Quirinale. Similmente il presidente del Portogallo impose la berretta al suo nunzio, e così il capo di Stato spagnolo, Francisco Franco.
Il caso più singolare, per la celebrità, negli anni a venire, del neo cardinale, e per la figura del capo dello Stato, avvenne nel 1953, a Parigi. Nel palazzo dell'Eliseo, il presidente della Repubblica francese, Vincent Auriol, impose la berretta cardinalizia a monsignor Angelo Giuseppe Roncalli, per nove anni nunzio apostolico in quella sede diplomatica così importante e, in quel periodo, anche difficile.
Auriol era socialista e si dichiarava ateo. Ma insistette per avvalersi di questo privilegio, prima esercitato dai re francesi. Il neo cardinale Roncalli, di lì a cinque anni, sarebbe diventato papa, con il nome di Giovanni XXIII.
Papa Paolo VI, probabilmente temendo un abuso di tale prerogativa da parte di capi di Stato autoritari, decise infine di abolirla nei primi anni del suo pontificato, stabilendo che tutti i cardinali debbano ricevere, al momento della loro nomina, la berretta cardinalizia solo dalle mani del pontefice, in genere in Basilica di San Pietro.
Per i cardinali appartenenti a chiese sui iuris può non essere previsto l'uso della berretta, che viene all'occorrenza sostituita con differenti copricapi affini allo stile dei paramenti liturgici normalmente usati in tali riti.

## La berretta dottorale
Dottorati delle università e facoltà pontificie hanno il diritto di portare la berretta dottorale, con quattro apici o alette, ma solo fuori delle cerimonie liturgiche. I modelli e i rispettivi colori di berretta sono differenti a seconda del grado ecclesiastico di appartenenza e delle facoltà: 
"262. Doctoratus ac Scentiae effectus canonici sic recensentur can. 1378...doctoribus seu gradum academicum in una ex quatuor supradictis facultatibus «vide 261: philosophia, theologia, ius canonicum, Sacra Scriptura» supremum obtinentibus, rite creatis, seu promotis regulariter post examen, iuxta « statuta a Sede Apostolica probata » (can. 1376, § 2) saltem quoad usum validum « facultatis ab eadem Aplca. Sede concessae » (can. 1377, § 1), deferendi, extra sacras functiones, (quarum nomine ad hunc eflectum non venit ex usu sacra praedicatio), nisi aliunde amplietur eis hoc ius quoad a) annulum etiam cum gemma « ipsis a iure huius canonis concessum » (can. 136, § 2), b) et biretum doctorale, (idest: cum quatuor apicibus) utpote insigne huius gradus ac diverso colore ornatum pro Facultate.: